# Bruselská
Bruselská je ulice v Praze 2. Začíná na křižovatce Bruselská x Bělehradká x Koubkova x Šafaříkova a po 172 metrech končí v ulici Belgická.

## Popis
Ulice Bruselská začíná na křižovatce Bruselská x Bělehradská x Koubkova x Šafaříkova a táhne se severovýchodním směrem. Výrazný nárožní dům s modrofialovou fasádou je hotel Galileo. K němu přísluší i vedlejší dům z druhé poloviny 19. století. V této ulici jsou po obou stranách předzahrádky – některé z nich využívají místní restaurace, bary a vinárny.[zdroj?] Po několika metrech ulice kříží ulici Londýnskou. Následně ulice končí v ulici Belgické, kde je na pravém rohu pobočka České pošty. Ulice zde nemá pokračování, to je umístěno několik metrů vlevo a jedná se o ulici Uruguayskou.

## Název
V letech 1884 až 1926 se nazývala Erbenova po Karlu Jaromíru Erbenovi a od roku 1926 nese své současné jméno Bruselská po Bruselu, hlavním městě Belgie. Důvodem pro přejmenování na Bruselskou byla snaha připomenout vítězné mocnosti první světové války a jejich města. Takto získala řada ulic v okolí zcela nové názvy.

## Historie
Původně se v těchto místech nacházela zemědělská krajina. V roce 1816 je v těchto místech zachycena přímá cesta začínající na dnešní křižovatce s Bruselskou a končící až někde v Korunní. Na začátku se napojovala na Starou Lineckou (dnešní Bělehradská) a na cestu vedoucí k usedlosti Zvonařka (dnešní Šafaříkova a U Zvonařky) u Nuselských schodů. Protínala cesty v místech dnešní Belgické a Francouzské. Na plánech z roku 1873 již vznikají první domy, celkem tři a ulice končí v místech dnešního ukončení. Vede již pod ní i železniční tunel vedoucí zhruba pod dnešní Londýnskou. V roce 1875 přibude další objekt na rohu Belgické a Bruselské vlevo. Ulice vznikla v roce 1884. V roce 1889 ji už protíná Hálkova (dnešní Londýnská).

## Doprava
Bruselská je přístupná pro pěší i jezdce. Pro automobily je jednosměrně průjezdná z Belgické do Bruselské. Po celé délce se nachází smíšená fialová parkovací zóna.